# KV63
KV63 (Kings' Valley 63) è la sigla che identifica una delle tombe della Valle dei Re in Egitto; risale alla XVIII dinastia, di titolare sconosciuto, forse deposito o laboratorio di mummificazione.
È la più recente tomba scoperta nella Valle dopo il 1922, anno in cui Howard Carter scoprì la tomba KV62 di Tutankhamon.
Altri lavori si sono susseguiti nella Valle da allora, tutti dedicati, tuttavia, alla conservazione e restauro delle tombe già scoperte. Unico cantiere in corso per lo scavo di un'altra sepoltura è quello della KV5 dei figli di Ramses II.

## Storia[1]
Il 10 febbraio 2006 il Consiglio supremo delle antichità egizie rendeva ufficialmente nota la scoperta nella Valle dei Re, avvenuta circa un anno prima nel marzo 2005, di una nuova tomba a cura dell’egittologo statunitense Otto John Schaden e della sua squadra.
Alla scoperta si è pervenuti durante i lavori di svuotamento delle capanne erette dagli operai della XIX dinastia all'entrata della KV10, sotto uno spesso strato di depositi alluvionali accumulatisi nella Valle nel corso dei millenni. Per quanto noto, l’ipogeo è costituito da un'unica camera contenente sette sarcofagi in legno e grandi contenitori in terracotta e alabastro.
La KV63 è stata tuttavia già mappata, nell’ambito del Theban Mapping Project dall’egittologo statunitense Kent R. Weeks

## Architettura e contenuto
La struttura generale di KV63 ricorda, più in piccolo, la KV46 di Yuya e Tuia ed è stata, quindi, datata alla XVIII Dinastia.
Al fondo di un pozzo principale, profondo circa 5 m, si trova una porta murata alta circa 150 cm. Una breccia aperta in questa, che non presentava i caratteristici sigilli della necropoli, ha consentito di appurare che dà accesso ad una camera di circa 4 m x 5 che non risulterebbe decorata.
Nel marzo 2006, dopo aver rimosso i blocchi di chiusura della porta, venne installato un sistema di elevazione per rimuovere le suppellettili in essa esistenti.
Al suo interno sette sarcofagi di cui uno, di piccole dimensioni, verosimilmente destinato ad un bambino. I blocchi di chiusura della porta non apparivano originali e suggerivano che la medesima fosse stata aperta e richiusa svariate volte; i blocchi originali, tuttavia, sono stati rinvenuti all'interno della tomba facendo supporre che qualcuno fosse ancora entrato in epoca antica.
Dei sette sarcofagi, quello destinato al bambino (catalogato con la lettera “D”), ed uno per adulto (catalogato con la lettera “F”), presentano maschera funeraria di colore giallo verosimilmente indicante che erano destinati a femmine. Gli altri sarcofagi antropomorfi presentano invece maschere di colore nero dovuto ad uno spesso strato di resina che coprì eventuali iscrizioni che avrebbero consentito di individuarne i titolari.
Alcuni presentano inoltre consistenti danni alla struttura lignea dovuto all’azione delle termiti.
Uno dei sarcofagi presenta occhi in pasta vitrea, mentre un altro rappresenta il defunto con le braccia incrociate, iconografia tipica delle sepolture reali. Non si esclude che le sette sepolture possano risalire a differenti periodi storici.
Non sono state rilevate tracce di infiltrazioni d’acqua.
La camera contiene, inoltre, 28 grandi giare, in terracotta ed alabastro, alte circa 75 cm e del peso medio di 40–43 kg; tre appaiono rotte in antico, mentre altre si presentavano ancora sigillate, ma non sembra possa trattarsi di sigilli faraonici.
All'interno del locale erano presenti anche alcuni sacchi di natron e questo, unitamente alle giare, farebbe propendere per l'identificazione di KV63 quale deposito di materiale per la mummificazione inutilizzato.
Il lavoro, anche attualmente, si sta svolgendo con cautela per rimuovere i sarcofagi e i contenitori che vengono riposti momentaneamente nella KV10 ove esiste spazio adeguato per eseguire analisi e tutte le operazioni di consolidamento, conservazione ed una più appropriata e approfondita verifica dei contenuti.

## Operazioni di svuotamento
Nel 2006 vennero aperte 12 delle 28 giare che risultarono contenere materiale vario: olio verosimilmente di moringa, frammenti di papiro, conchiglie, pezzi di sigillo e di spago. Si confermò l’appartenenza del materiale alla XVIII dinastia e ciò avvalorò l’ipotesi che KV63 fosse, in realtà, solo un deposito di materiale per imbalsamazione in assonanza con il contenuto della KV54 ritenuta un deposito dei materiali di imbalsamazione della KV62 di Tutankhamon.
La situazione dei sarcofagi, e la possibilità di estrarli, apparivano oltremodo complesse poiché gli stessi erano tra loro sovrapposti senza un preciso ordine il che rendeva particolarmente difficili anche le riprese fotografiche per il poco spazio a disposizione degli operatori.
Solo a luglio del 2006 venne rimosso dalla tomba il sarcofago “D” del bambino che risultò essere lungo circa 46 cm., era stato pesantemente danneggiato dalla termiti, ma presentava il viso e la parte del collo in buone condizioni e frutto di elaborata lavorazione.
Nel febbraio 2009 si proseguì con l’apertura delle giare rinvenendo in una di queste, contrassegnata dal numero 13, un intero letto in legno, rotto in più parti, con piedi a forma di zampe di leone e che, sottoposto a restauro, si dimostrò essere lungo circa 170 cm. Si ritenne, dato il trattamento riservatogli e le scarse prove di un uso corrente, che si trattasse di un letto su cui deporre le mummie durante il processo di imbalsamazione. Altre giare restituirono strisce di tessuto ripiene di materiali polverosi di colore marrone, o nero, ciotole con testi in ieratico, pezze di lino, tappi da anfore per vino recanti sigilli forse reali non ancora identificati, canne usate come contenitori di materiale polveroso.
Nello stesso periodo venne rimossa la resina dal coperchio del sarcofago contrassegnato dalla lettera “E” rinvenendo il nome femminile, usuale durante il Nuovo Regno, di Henut-wadjbu.
Nel febbraio 2010, il sarcofago “A” restituì il nome della Reale nutrice Iny e l’invocazione: possa io vedere Ra nel cielo e bere dalla fonte. Alcuni indizi fecero datare questo sarcofago al periodo di Akhenaton.
Nello stesso mese, il sarcofago “D” del bambino venne trasferito al Museo di Luxor per tentare la ripulitura dalle resine che lo ricoprivano.
Nel gennaio 2011, durante gli scontri della Primavera araba, la squadra di ricercatori si ridusse al minimo ed i lavori vennero limitati ad aspetti di routine (rilevazioni, disegni, fotografie delle suppellettili già recuperate) .
Il diario di Otto John Schaden si chiude nel 2012 con un’ultima annotazione:
(Otto John Schaden)

### Annotazioni
1. ↑  Le tombe vennero classificate nel 1827, dalla numero 1 alla 22, da John Gardner Wilkinson in ordine geografico. Dalla numero 23 la numerazione segue l’ordine di scoperta.
2. ↑  Otto John Schaden (1937- novembre 2015), direttore del Amenmesse Tomb Project dell’Università di Memphis, effettuò scavi e interventi conservativi nella tomba KV10 di Amenemes (da cui il nome del progetto), nonché nella KV23, KV24 e KV25.
3. ↑  Responsabile del progetto e direttore dei lavori di svuotamento della KV5 dei figli di Ramses II.
4. ↑  Genitori della regina Tie, grande sposa reale del faraone Amenhotep III, padre di Amenhotep IV/Akhenaton.
5. ↑  Tali le similitudini che si è avanzata l’ipotesi che medesimo possa essere l'architetto che la realizzò.
6. ↑  Lo sciacallo, rappresentante il dio protettore della necropoli Anubi, accovacciato sui nemici dell’Egitto con le mani legate dietro la schiena.
7. ↑  In particolare, le giare risultarono del tutto simili a quelle rinvenute nella KV54
8. ↑  Benché non aderente alla voce in trattazione, interessante, sotto il profilo storico, il diario di Otto John Schaden che riporta, nelle annotazioni di marzo 2011, l’elenco del materiale trafugato al Museo del Cairo e dei danni causati ai vari siti archeologici e museali.

### Fonti
1. ↑  La tomba non è stata ancora pubblicata, le informazioni di questa voce sono tratte da notizie giornalistiche e dal (EN) Sito Degli scavi in KV63, su kv-63.com. dedicato esclusivamente ai lavori di questa tomba.
2. ↑  Tutte le informazioni sulle operazioni di scavo sono state ricavate dal diario di Otto John Schaden, visionabile sul sito http://www.kv-63.com/ottosdigdiary200609.html
3. ↑  Tutte le informazioni relative al diario di scavo 2010 di Otto John Schaden, sono visionabili sul sito http://www.kv-63.com/ottosdigdiary2010.html
4. ↑  Tutte le informazioni relative al diario di scavo 2011 di Otto John Schaden, sono visionabili sul sito http://www.kv-63.com/ottosdigdiary201112.html